# Amata changiana
Amata changiana là một loài bướm đêm thuộc phân họ Arctiinae, họ Erebidae.